# Lestrimelitta ehrhardti
Lestrimelitta ehrhardti är en biart som först beskrevs av Heinrich Friese 1931.  Lestrimelitta ehrhardti ingår i släktet Lestrimelitta och familjen långtungebin. Inga underarter finns listade i Catalogue of Life.